# Microfilistata
Microfilistata is een geslacht van spinnen uit de  familie van de Filistatidae (spleetwevers).

## Soorten
- Microfilistata ovchinnikovi Zonstein, 2009
- Microfilistata tyshchenkoi Zonstein, 1990